# DF Гидры
DF Гидры (лат. DF Hydrae) — тройная звезда в созвездии Гидры на расстоянии приблизительно 619 световых лет (около 190 парсек) от Солнца.
Пара первого и второго компонентов — двойная затменная переменная звезда типа W Большой Медведицы (EW). Фотографическая звёздная величина звезды — от +11,5m до +11m. Орбитальный период — около 0,3306 суток (7,9343 часа).
Открыта Куно Хофмейстером в 1934 году***.

## Характеристики
Первый компонент — жёлтый карлик спектрального класса G0V, или G0, или G3. Масса — около 2,5 солнечной, радиус — около 1,44 солнечного, светимость — около 2,41 солнечной. Эффективная температура — около 5620 K.
Второй компонент — жёлто-белая звезда спектрального класса G-F. Масса — около 1,07 солнечной, радиус — около 0,97 солнечного, светимость — около 1,1 солнечной. Эффективная температура — около 6000 K.
Третий компонент — оранжевый карлик спектрального класса K1. Масса — не менее 0,84 солнечной. Орбитальный период — около 21,5 года.